# Regimento de Cavalaria n.º 4
O Regimento de Cavalaria nº 4 (RC4) foi uma unidade da Estrutura Base do Exército Português instalada no Campo Militar de Santa Margarida. O RC4 foi uma unidade territorial que reunia administrativamente o Grupo de Carros de Combate da BMI e o Esquadrão de Reconhecimento da BMI do Exército Português, tendo como encargo operacional a organização, treino e manutenção do Grupo de Carros de Combate e do Esquadrão de Reconhecimento. Em 2006 o RC4 foi desactivado, continuando contudo nas suas instalações o Grupo de Carros de Combate e o Esquadrão de Reconhecimento. O Grupo de Carros de Combate (GCC) e o Esquadrão de Reconhecimento (ERec) são os herdeiros das suas tradições, heráldica e História.

## História
O Regimento de Cavalaria de Santa Margarida (RCSM) teve origem no regimento de Cavalaria nº 4 (RC4) No ano de 1964 em Santa Margarida. 
Em 1975, recebeu a designação de RCSM.
O RCSM integra as tradições Militares das seguintes Unidades:
– Grupo Divisionário de Carros de Combate, criado em 1955 em Santa Margarida e integrado em 1964
– Grupo de Carros de Combate /RC8, criado em 1956 em Santa Margarida e integrado em 1964
O RCSM é herdeiro das tradições Militares das seguintes Unidades:
– RC4 com origem no Regimento de Cavalaria de Mecklemburg – 1762 em Lisboa, extinto em 1834/Lisboa
– RC4 com origem no Regimento de Cavalaria Ligeira de Almeida – 1715 em Almeida, extinto em 1955 em Santarém
Regimento de Cavalaria nº 8 (RC8), com origem no Regimento de Cavalaria nº 11 (RC11) – 1926 em Castelo Branco, extinto em 1975
Das Unidades antecessoras com ligação a este Regimento, destacaram-se:
– Uma Companhia do RC4 que conjuntamente com outra Companhia Inglesa atacaram um departamento de Cavalaria Francês no Ladoeiro em 1810
– O RC4, pela sua participação no combate de Fuentes del Maestro em 1812
– Na mesma altura e dando continuidade ao plano do Duque de Wellington, liderar as comunicações entre os exércitos franceses de Soult e Marmot, participou o RC11  no assalto a Salamanca.
– O RC4  e o RC11 pela sua participação nos combates dos Pirenéus  em 1813. o RC4 em 1814, demonstrou o seu valor no combate de Viella
– O RC 4 participou ainda na defesa de Angola (1914/15), durante a 1ª Guerra Mundial, mobilizando um Esquadrão de Cavalaria.
– O RC 8, que durante a Guerra do Ultramar (1961/1974) mobilizou:
Para Angola: 5 Companhias de Cavalaria
Para a Guiné: 7 Esquadrões de Reconhecimento
Para Moçambique: 1 batalhão de Cavalaria
– O RC 4, que durante a mesma ocasião mobilizou:
Para Angola: 4 Batalhões de Cavalaria e 22 Companhias de Cavalaria
Para a Guiné: 4 Companhias de Cavalaria
Para Moçambique: 6 Batalhões de Cavalaria e 12 Companhias de Cavalaria
________________________ . ________________________                                                                                                
Em 1762, quando em Portugal reinava D. José I e governava como Primeiro Ministro o Marquês de Pombal, dá-se o início a uma grande reforma das Forças Armadas Portuguesas – quase se podendo dizer com mais propriedade que só agora elas aparecem como tal – tendo em vista a situação que então se vivia na Europa e que indicava já a futura «Guerra dos Sete Anos».
A execução da reforma a que nos referimos é entregue a um oficial muito competente – o Conde de Lippe – que para esse efeito é contratado pelo governo e que se faz acompanhar de outros oficiais para com ele colaborarem no mesmo fim. A um destes últimos – o Príncipe Mecklembourg – Sterlitz – é dado o comando de um dos dez Regimentos de Cavalaria que a nova estrutura criara.
Nasce assim, em 26 de Julho de 1762, na Feitoria de São Julião da Barra, O REGIMENTO DE CAVALARIA DE MECKLEMBOURG, em homenagem, segundo os usos da época, ao seu primeiro comandante.
Mais tarde, em Maio de 1806, é aumentado o número dos Regimentos de Cavalaria que passam a ser numerados de 1 a 12, cabendo ao Regimento de Mecklembourg o número 4.
Com a primeira invasão Francesa, o Gen. Junot, cumprindo ordens expressas de Napoleão, apressa-se a desactivar o Exército Português. Para tal cria uma brigada que deverá partir para França enquadrada pelos melhores oficiais portugueses, entre os quais figuravam alguns do Regimento, e decreta a extinção da grande maioria das Unidades existentes.
No entanto em 1808, Junot é obrigado a retirar de Portugal, após a Convenção de Sintra e de novo são reorganizados 12 Regimentos de Cavalaria.
O REGIMENTO DE CAVALARIA Nº4 fica então aquartelado em Belém e, a partir de 1808, passa a fazer parte da 3ª Brigada, do comando do Brigadeiro Conde de Sampaio, preparando-se activamente para a nova invasão que vai dar início à «Guerra Peninsular».
Defendendo as passagens do Vouga, dá o Regimento início a uma serie de acções em que tomou parte até a 1814 – entrou no total de 3 Batalhas, 22 Combates e 2 Defesas – que mereceram os maiores elogios dos comandos superiores e o cobriram de glória.
Aquartelado sucessivamente em Vila Franca, Carregado e Azambuja, passa a designar-se, em 1831, por 2º REGIMENTO DE CAVALARIA DE LISBOA  e, em 1834, novamente por REGIMENTO DE CAVALARIA Nº4, com quartel em Belém.
No decorrer da Guerra Civil e extinto pela Convenção de Évora monte, extinção que dura poucos meses, mantendo-se depois sucessivamente aquartelado em Lisboa (1835), Torres Novas (1836), Santarém (1844), Torres Novas (1846), Santarém (1863), Lisboa (1872).
Entretanto teve novamente oportunidade de mostrar o que valia no decorrer das campanhas de Moçambique – em que acompanhou em muitas acções o seu antigo oficial Mouzinho de Albuquerque e foi merecedor de elogios que atestam o seu valor -, e de Angola onde no Combate de Môngua, se tornou digno de ser condecorado com a Cruz de Guerra que hoje ostenta no seu Estandarte.
Em 1888, por Decreto de D. Luís, passa a designar-se por REGIMENTO Nº4 DE CAVALARIA DO IMPERADOR DA ALEMANHA GUILHERME II, sendo este nomeado seu Coronel honorário, situação que se mantém até 1911, passando, em face da reorganização do Exército promovida pela República, a designar-se de novo por REGIMENTO DE CAVALARIA Nº4.
No decorrer da 1ª Guerra Mundial voltou a Cavalaria nº4 a merecer a sua história escrevendo nessa altura os seus homens mais algumas páginas muito honrosas.
O seu aquartelamento passa, depois da Guerra, para Alcobaça (1919) e Santarém (1927) onde, em 1955 é transitoriamente extinto.
Em 1964 é reorganizado o Regimento de Cavalaria nº4, com base na fusão do Grupo de Carros de Combate do Regimento de Cavalaria nº8 e do Grupo Divisionário de Carros de Combate e o seu aquartelamento fica agora situado em Santa Margarida.
A partir de 1968, o Regimento passa a mobilizar unidades para o Ultramar onde, mais uma vez, estas não deixaram de honrar as tradições a que os dois séculos de existência gloriosa do Regimento as obrigavam e cujo brilhante comportamento é atestado pelos diversos louvores e condecorações que a sua acção mereceu e pelos nomes que se vieram a inscrever nas lápides dos mortos em combate ao serviço da Pátria e deste Regimento.
Em 1993 passa o Regimento a chamar-se por Regimento de Cavalaria nº4.
Herdeiros das glórias e tradições do passado, conscientes dos modernos meios que possuem os homens de Cavalaria de Santa Margarida hão de saber sempre aquilo que um dia Beresford deles disse e que hoje de forma mais simples mas de igual significado, se encontra sintetizado na legenda do Regimento:
«PERGUNTAI AO INIMIGO QUEM SOMOS»
O regimento concentra as maioria das forças de carros de combate do Exército Português, sendo equipado inicialmente com o CC M47,
em 1976 com o CC M48, em 1992 com o CC M60, e a partir de 2009, com o CC Leopard 2 A6.
________________________________________________________________________________________________________________________________________________________________
ARMAS:
Escudo de negro, duas palas bretessadas de ouro; chefe do primeiro sustido do segundo, carregado de quatro moletas do mesmo.
Elmo militar de prata, forrado de vermelho, a três quartos para a dextra.
Correia de vermelho perfilada de ouro.
Paquife e virol de negro e ouro.
Timbre: um cavalo empinado de negro, sainte, caparazonado de ouro.
Condecoração: circundando o escudo o colar de comendador da Ordem Militar da Torre e Espada, do Valor, Lealdade e Mérito.
Divisa: num listel de prata, ondulado, sotoposto ao escudo, em letras de negro, maiúsculas, de estilo elzevir:
“PERGUNTAI AO INIMIGO QUEM SOMOS”.
________________________________________________________________________________________________________________________________________________________________
SIMBOLOGIA:
PALAS DE OURO, os rastos dos trilhos dos carros de combate rasgam no NEGRO da terra, o caminho da Honra e da Glória;
As MOLETAS invocam as esporas de ouro que, no campo de batalha após um feito de armas, ou na austeridade hierática de uma catedral depois da longa velada de armas, solenemente recebiam aqueles que, jurando não recear a morte, eram então armados cavaleiros;
As moletas são QUATRO em memória dos feitos dos homens do 4 de Cavalaria que na Guerra Peninsular e nas Campanhas de África escreveram
“páginas brilhantes e consoladoras” na História e assim souberam ganhar o título do seu maior orgulho: haver merecido o nome de “Soldados”;
Nada novo mas novo, Carristas hoje (negro foi também o seu primeiro uniforme) outrora Cavaleiros medievais – Homem e Carro, Homem e Cavalo irmanados ao longo dos tempos na mesma audácia de agir, na mesma fé de vencer, na mesma certeza de servir por bem, e, de vitória em vitória, orgulhosamente deixar ao inimigo o dever de os julgar e de deixar ao mundo quem são;
OURO: a potência das suas cargas fulgurantes e a fidelidade aos ideais da Cavalaria;
NEGRO: a obediência abnegada das suas temerárias acções de sacrifício e firmeza na preservação das tradições da Arma.
No timbre, o CAVALO armadurado evoca as velhas tradições da Cavalaria de antanho.
________________________________________________________________________________________________________________________________________________________________
CONDECORAÇÕES:
Direito Próprio:
– Comendador da Ordem Militar da Torre e Espada, do Valor, Lealdade e Mérito, concedida ao 1º pelotão do RC 4 em 1914/1915 em Angola-Cuamato.
– Cruz de Guerra de 1ª Classe, concedida ao 3º Esquadrão do RC 4 em 1915 em Angola – Cuanhama
– Cruz de Guerra de 1ª classe, concedida ao 3º Esquadrão do RC 4 em 1914/1915 em Angola – Môngua.
LEGENDAS:
Por citações, louvores ou condecorações têm atribuídas as seguintes legendas:
Herança:
– LADOEIRO – 1810 (RC4)
– FUENTES DEL MAESTRO – 1812 (RC4)
– SALAMANCA – 1812 – (RC4)
– PIRENÉUS – 1813 (RC4/RC11)
– VIELLA – 1814 (RC4)
– CUAMATO – 1914/15 (RC4)
– MÔNGUA – 1915 (RC4)
– CUANHAMA – 1914/15 (RC4)